# Vinicius Terra
Vinicius Terra (São João de Meriti, 24 de Julho de 1981) é um rapper, professor de Português e Literatura e articulador cultural brasileiro. É considerado uma figura singular e pioneira na cultura hip-hop por promover intensamente a construção e o fortalecimento dos laços entre os países que falam português. É também criador do Festival internacional de língua portuguesa "Terra do Rap", com edições no Rio de Janeiro e Lisboa. 
Entre 2017 e 2019 excursionou o Brasil com a exposição itinerante “A Energia da Língua Portuguesa” se tornando curador musical do palco "EDP Na FLIP". Participou do “Experimenta Portugal” 2018 (do Consulado Geral de Portugal) e em 2019 esteve nas edições brasileira e portuguesa do “Iminente - Festival de Expressividades de Cultura Urbana Lusófona”.  No âmbito da educação Terra realiza uma série de oficinas e apresentações em escolas, assim como workshops, talks e debates acerca da relação do Rap com a Língua Portuguesa e o conceito de Nova Lusofonia em universidades e centros culturais.
Em 2013 lançou "Versos que Atravessam o Atlântico", o primeiro registro musical com artistas do Brasil, Portugal e África Lusófona. No ano seguinte fundou o "Projecto B.P.M: Brasil Portugal Misturados", 1º coletivo de rap luso-brasileiro. Entre 2008 e 2010 estudou na Universidade de Letras da Universidade do Porto (Portugal) e lançou “Quando A Bossa Encontra o Rap”.  “Elxs Ñ Sabem a Minha Língua {...}”, seu álbum mais recente, remonta toda a história da língua portuguesa sob a ótica do rap – desde o trovadorismo do século XII até o hip-hop lusófono do século XXI e as conexões entre Portugal, África e Brasil.